# توبره‌ریز (کامیاران)
توبره ریز (کامیاران)، روستایی از توابع بخش مرکزی شهرستان کامیاران در استان کردستان ایران است.

## جمعیت
این شهرک در غرب شهر کامیاران قرار دارد و براساس سرشماری مرکز آمار ایران در سال ۱۳۸۵، جمعیت آن ۳٬۳۰۹ نفر (۸۲۴خانوار) بوده‌است.